# Marija Jovanović (Handballspielerin)
Marija Jovanović (* 26. Dezember 1985 in Titograd, Jugoslawien) ist eine ehemalige montenegrinische Handballspielerin.

## Karriere
Jovanović spielte anfangs bei ŽRK Medicinar Šabac und wechselte im Oktober 2005 zu ŽRK Budućnost Podgorica. Mit Budućnost gewann die Rückraumspielerin 2006 und 2010 den Europapokal der Pokalsieger, sowie 2006, 2007, 2008, 2009, 2010 und 2011 die Meisterschaft und den Pokal. Im Sommer 2011 unterschrieb Jovanović einen Vertrag beim rumänischen Verein CS Oltchim Râmnicu Vâlcea. Mit Oltchim gewann sie 2012 und 2013 die Meisterschaft sowie 2012 den Pokal. Im Sommer 2013 wechselte sie zum russischen Erstligisten GK Astrachanotschka. Ein Jahr später schloss sie sich dem französischen Erstligisten Issy Paris Hand an. Nach der Saison 2015/16 verlässt sie Issy Paris Hand. Im Oktober 2016 unterschrieb sie einen Vertrag beim ungarischen Erstligisten Ferencvárosi TC. Mit Ferencváros gewann sie 2017 den ungarischen Pokal. Nach der Saison 2017/18 beendete sie ihre Karriere.
Jovanović gehörte dem Kader der montenegrinischen Nationalmannschaft an. Im Sommer 2012 nahm Jovanović mit Montenegro an den Olympischen Spielen in London teil, wo sie die Silbermedaille gewann. Im selben Jahr gewann sie mit Montenegro die Europameisterschaft. Weiterhin nahm sie an den Olympischen Spielen 2016 in Rio de Janeiro teil.